# 新 대동여지도
《新 대동여지도》는 채널A에서 2013년 8월 24일부터 2020년 8월 30일까지 방송되었던 교양 프로그램이었다.

## 출연자
- 이상인
- 김태욱
- 조경남